# Biathlon-Weltmeisterschaften 1997
Die 32. Biathlon-Weltmeisterschaften fanden 1997 in Osrblie in der Slowakei statt.
Erstmals standen die Verfolgungswettbewerbe auf dem Programm. Hierbei starteten die 60 schnellsten Läufer des vorherigen Weltcup-Sprints mit den jeweiligen Zeitabständen aus dem Sprint. Sieger war, wer als erster in das Ziel kam.
Im Folgejahr 1998 standen als Saisonhöhepunkt turnusmäßig die Olympischen Winterspiele auf dem Programm. Deshalb kamen 1998 nur die noch nichtolympische Verfolgung sowie der Mannschaftswettkampf als Weltmeisterschaft zur Austragung.

## Männer

### 10 km Sprint
| Platz | Land        | Sportler           | Zeit    | Schießen |
| ----- | ----------- | ------------------ | ------- | -------- |
| 1     | Italien     | Wilfried Pallhuber | 26:24,4 | 0        |
| 2     | Italien     | René Cattarinussi  | 26:41,2 | 1        |
| 3     | Belarus     | Aleh Ryschankou    | 26:42,7 | 2        |
| 4     | Italien     | Patrick Favre      | 26:46,2 | 2        |
| 5     | Lettland    | Jēkabs Nākums      | 26:56,1 | 0        |
| 5     | Russland    | Sergei Tarassow    | 26:56,1 | 2        |
| 7     | Deutschland | Frank Luck         | 27:03,7 | 1        |
| 8     | Finnland    | Ville Räikkönen    | 27:05,8 | 0        |

Datum: 1. Februar 1997

### 12,5 km Verfolgung
| Platz | Land     | Sportler             | Zeit    | Schießen |
| ----- | -------- | -------------------- | ------- | -------- |
| 1     | Russland | Wiktor Maigurow      | 33:21,9 | 0        |
| 2     | Russland | Sergei Tarassow      | 33:28,8 | 1        |
| 3     | Norwegen | Ole Einar Bjørndalen | 33:32,1 | 2        |
| 4     | Russland | Wladimir Dratschow   | 34:27,0 | 3        |
| 5     | Italien  | Patrick Favre        | 34:41,8 | 4        |
| 6     | Belarus  | Aleh Ryschankou      | 34:43,1 | 4        |
| 7     | Japan    | Atsushi Kazama       | 34:44,2 | 3        |
| 8     | Finnland | Ville Räikkönen      | 34:52,6 | 1        |

Datum: 2. Februar 1997

### 20 km
| Platz | Land        | Sportler             | Zeit    | Schießen |
| ----- | ----------- | -------------------- | ------- | -------- |
| 1     | Deutschland | Ricco Groß           | 52:04,6 | 0        |
| 2     | Belarus     | Aleh Ryschankou      | 52:40,1 | 2        |
| 3     | Österreich  | Ludwig Gredler       | 53:13,0 | 2        |
| 4     | Russland    | Sergei Roschkow      | 53:15,9 | 1        |
| 5     | Deutschland | Sven Fischer         | 53:49,5 | 2        |
| 6     | Norwegen    | Ole Einar Bjørndalen | 54:03,3 | 3        |
| 7     | Finnland    | Ville Räikkönen      | 54:06,8 | 1        |
| 8     | Norwegen    | Jon Åge Tyldum       | 54:13,8 | 1        |

Datum: 7. Februar 1997

### 4 × 7,5 km Staffel
| Platz | Land        | Sportler                                                               | Zeit      | Schießen    |
| ----- | ----------- | ---------------------------------------------------------------------- | --------- | ----------- |
| 1     | Deutschland | Ricco Groß Peter Sendel Sven Fischer Frank Luck                        | 1:17:42,5 | 0+0         |
| 2     | Norwegen    | Egil Gjelland Jon Åge Tyldum Dag Bjørndalen Ole Einar Bjørndalen       | 1:17:48,2 | 0+0         |
| 3     | Italien     | René Cattarinussi Wilfried Pallhuber Patrick Favre Pieralberto Carrara | 1:19:10,4 | 0+0 0+1 0+0 |
| 4     | Belarus     | Oleksij Ajdarow Wadsim Saschuryn Aljaksandr Papou Oleksij Ajdarow      | 1:19:25,9 | 0+0 1+0 0+0 |
| 5     | Frankreich  | Julien Robert Patrice Bailly-Salins Thierry Dusserre Raphaël Poirée    | 1:19:38,7 | 0+0         |
| 6     | Polen       | Wiesław Ziemianin Tomasz Sikora Jan Ziemianin Wojciech Kozub           | 1:19:56,8 | 0+0         |
| 7     | Finnland    | Ville Räikkönen Vesa Pöntiö Harri Eloranta Vesa Hietalahti             | 1:20:09,2 | 0+0         |
| 8     | Russland    | Wiktor Maigurow Wladimir Dratschow Sergei Tarasow Pawel Rostowtzew     | 1:20:09,6 | 0+0 1+0 0+0 |

Datum: 9. Februar 1997

### Mannschaft
| Platz | Land        | Sportler                                                           | Zeit    | Schießen |
| ----- | ----------- | ------------------------------------------------------------------ | ------- | -------- |
| 1     | Belarus     | Wadsim Saschuryn Aleh Ryschankou Aljaksandr Papou Pjotr Iwaschka   | 27:22,4 | 1 0      |
| 2     | Deutschland | Mark Kirchner Frank Luck Peter Sendel Carsten Heymann              | 27:47,3 | 0 1 0 1  |
| 3     | Polen       | Wiesław Ziemianin Jan Ziemianin Wojciech Kozub Tomasz Sikora       | 28:15,8 | 0 2 1    |
| 4     | Norwegen    | Halvard Hanevold Egil Gjelland Jon Åge Tyldum Ole Einar Bjørndalen | 28:23,0 | 1 0      |
| 5     | Slowenien   | Tomas Globočnik Tomaž Žemva Janez Ožbolt Jože Poklukar             | 28:25,0 | 0 1 0    |
| 6     | Finnland    | Harri Eloranta Tero Kosunen Ville Räikkönen Vesa Hietalahti        | 28:29,8 | 1 0      |
| 7     | Frankreich  | Raphaël Poirée Lionel Laurent Julien Robert Andreas Heymann        | 28:36,6 | 1 0      |
| 8     | Japan       | Atsushi Kazama Kazumasa Takeda Hironao Meguro Yukio Mochizuki      | 28:39,2 | 0 1 2 0  |

Datum: 6. Februar 1997

## Frauen

### 7,5 km Sprint
| Platz | Land     | Sportlerin             | Zeit    | Schießen |
| ----- | -------- | ---------------------- | ------- | -------- |
| 1     | Russland | Olga Romasko           | 21:16,8 | 1        |
| 2     | Ukraine  | Alena Subrylawa        | 21:59,5 | 1        |
| 3     | Schweden | Magdalena Forsberg     | 22:11,8 | 2        |
| 4     | Slowakei | Soňa Mihoková          | 22:15,1 | 0        |
| 5     | Norwegen | Gunn Margit Andreassen | 22:19,4 | 1        |
| 6     | Russland | Olga Melnik            | 22:20,4 | 1        |
| 7     | Norwegen | Annette Sikveland      | 22:22,1 | 2        |
| 8     | Ukraine  | Nina Lemesch           | 22:28,0 | 0        |

Datum: 1. Februar 1997

### 10 km Verfolgung
| Platz | Land        | Sportlerin             | Zeit    | Schießen |
| ----- | ----------- | ---------------------- | ------- | -------- |
| 1     | Schweden    | Magdalena Forsberg     | 33:16,1 | 0        |
| 2     | Ukraine     | Alena Subrylawa        | 33:21,1 | 0        |
| 3     | Russland    | Olga Romasko           | 33:34,5 | 1        |
| 4     | Deutschland | Uschi Disl             | 34:48,5 | 5        |
| 5     | Russland    | Olga Melnik            | 34:51,6 | 1        |
| 6     | Bulgarien   | Ekaterina Dafowska     | 34:54,6 | 0        |
| 7     | Norwegen    | Gunn Margit Andreassen | 33:59,3 | 1        |
| 8     | Frankreich  | Corinne Niogret        | 35:02,8 | 1        |

Datum: 2. Februar 1997

### 15 km
| Platz | Land       | Sportlerin              | Zeit    | Schießen |
| ----- | ---------- | ----------------------- | ------- | -------- |
| 1     | Schweden   | Magdalena Forsberg      | 48:17,1 | 1        |
| 2     | Ukraine    | Alena Subrylawa         | 49:52,0 | 2        |
| 3     | Bulgarien  | Ekaterina Dafowska      | 50:41,1 | 2        |
| 4     | Frankreich | Corinne Niogret         | 51:13,9 | 3        |
| 5     | Slowakei   | Soňa Mihoková           | 51:24,5 | 4        |
| 6     | Russland   | Anna Wolkowa            | 51:25,9 | 3        |
| 7     | Frankreich | Anne Briand             | 51:30,8 | 4        |
| 8     | Ukraine    | Walentyna Zerbe-Nessina | 51:45,8 | 3        |

Datum: 6. Februar 1997

### 4 × 7,5 km Staffel
| Platz | Land        | Sportlerin                                                                        | Zeit      | Schießen |
| ----- | ----------- | --------------------------------------------------------------------------------- | --------- | -------- |
| 1     | Deutschland | Uschi Disl Simone Greiner-Petter-Memm Katrin Apel Petra Behle                     | 1:28:36,9 | 0        |
| 2     | Norwegen    | Ann-Elen Skjelbreid Annette Sikveland Liv Grete Skjelbreid Gunn Margit Andreassen | 1:30:06,7 | 0        |
| 3     | Russland    | Olga Melnik Galina Kuklewa Nadeschda Talanowa Olga Romasko                        | 1:30:09,7 | 0        |
| 4     | Frankreich  | Christelle Gros Delphyne Burlet Anne Briand Corinne Niogret                       | 1:31:19,2 | 0 1 0    |
| 5     | Ukraine     | Alena Subrylawa Olena Petrowa Tetjana Wodopjanowa Walentyna Zerbe-Nessina         | 1:31:58,1 | 0        |
| 6     | Kasachstan  | Inna Scheschkil Margarita Dulowa Jelena Dubok Ljudmila Gurjewa                    | 1:32:17,1 | 0        |
| 7     | Slowakei    | Martina Halinárová Anna Murínová Marcela Pavkovčeková Soňa Mihoková               | 1:33:35,1 | 0        |
| 8     | Belarus     | Natallja Ryschankowa Natallja Permjakawa Swjatlana Belan Swjatlana Paramyhina     | 1:33:40,1 | 0        |

Datum: 8. Februar 1997

### Mannschaft
| Platz | Land       | Sportlerin                                                                        | Zeit    | Schießen |
| ----- | ---------- | --------------------------------------------------------------------------------- | ------- | -------- |
| 1     | Norwegen   | Liv Grete Skjelbreid Ann-Elen Skjelbreid Gunn Margit Andreassen Annette Sikveland | 22:01,8 | 0 1 0    |
| 2     | Russland   | Olga Melnik Anna Wolkowa Nadeschda Talanowa Olga Romasko                          | 22:27,1 | 1 0 1    |
| 3     | Ukraine    | Walentyna Zerbe Tetjana Wodopjanowa Olena Petrowa Alena Subrylawa                 | 22:32,5 | 1 0      |
| 4     | Slowakei   | Soňa Mihoková Anna Murínová Marcela Pavkovčeková Martina Halinárová               | 22:48,4 | 0        |
| 5     | Frankreich | Christelle Gros Véronique Claudel Delphyne Burlet Emmanuelle Claret               | 22:54,6 | 0 2 1    |
| 6     | Finnland   | Katja Holanti Mari Lampinen Sanna-Leena Perunka Tiina Mikkola                     | 23:09,0 | 1 0 1 0  |
| 7     | Polen      | Halina Guńka Anna Stera-Kustusz Halina Pitoń Agata Suszka                         | 23:37,5 | 1 0 1 2  |
| 8     | Bulgarien  | Marija Manolowa Pawlina Filipowa Iwa Karagiosowa Ekaterina Dafowska               | 23:47,2 | 2 1 0    |

Datum: 4. Februar 1997

## Medaillenspiegel
| Platz | Nation      | Gold | Silber | Bronze | Gesamt |
| ----- | ----------- | ---- | ------ | ------ | ------ |
| 01    | Deutschland | 3    | 1      | 0      | 4      |
| 02    | Russland    | 2    | 2      | 2      | 6      |
| 03    | Schweden    | 2    | 0      | 1      | 3      |
| 04    | Norwegen    | 1    | 2      | 1      | 4      |
| 05    | Italien     | 1    | 1      | 1      | 3      |
| 05    | Belarus     | 1    | 1      | 1      | 3      |
| 07    | Ukraine     | 0    | 3      | 1      | 4      |
| 08    | Österreich  | 0    | 0      | 1      | 1      |
| 08    | Bulgarien   | 0    | 0      | 1      | 1      |
| 08    | Polen       | 0    | 0      | 1      | 1      |

| Platz | Land        | Athlet               | Gold | Silber | Bronze | Gesamt |
| ----- | ----------- | -------------------- | ---- | ------ | ------ | ------ |
| 01    | Deutschland | Ricco Groß           | 2    | 0      | 0      | 2      |
| 02    | Belarus     | Aleh Ryschankau      | 1    | 1      | 1      | 3      |
| 03    | Deutschland | Peter Sendel         | 1    | 1      | 0      | 2      |
| 03    | Deutschland | Frank Luck           | 1    | 1      | 0      | 2      |
| 05    | Italien     | Wilfried Pallhuber   | 1    | 0      | 1      | 2      |
| 06    | Russland    | Wiktor Maigurow      | 1    | 0      | 0      | 1      |
| 06    | Belarus     | Wadsim Saschuryn     | 1    | 0      | 0      | 1      |
| 06    | Belarus     | Aljaksandr Papou     | 1    | 0      | 0      | 1      |
| 06    | Belarus     | Pjotr Iwaschka       | 1    | 0      | 0      | 1      |
| 06    | Deutschland | Sven Fischer         | 1    | 0      | 0      | 1      |
| 011   | Italien     | René Cattarinussi    | 0    | 1      | 1      | 2      |
| 011   | Norwegen    | Ole Einar Bjørndalen | 0    | 1      | 1      | 2      |
| 013   | Russland    | Sergei Tarassow      | 0    | 1      | 0      | 1      |
| 013   | Norwegen    | Egil Gjelland        | 0    | 1      | 0      | 1      |
| 013   | Norwegen    | Jon Åge Tyldum       | 0    | 1      | 0      | 1      |
| 013   | Norwegen    | Dag Bjørndalen       | 0    | 1      | 0      | 1      |
| 013   | Deutschland | Mark Kirchner        | 0    | 1      | 0      | 1      |
| 013   | Deutschland | Carsten Heymann      | 0    | 1      | 0      | 1      |
| 019   | Österreich  | Ludwig Gredler       | 0    | 0      | 1      | 1      |
| 019   | Italien     | Patrick Favre        | 0    | 0      | 1      | 1      |
| 019   | Italien     | Pieralberto Carrara  | 0    | 0      | 1      | 1      |
| 019   | Polen       | Wiesław Ziemianin    | 0    | 0      | 1      | 1      |
| 019   | Polen       | Jan Ziemianin        | 0    | 0      | 1      | 1      |
| 019   | Polen       | Wojciech Kozub       | 0    | 0      | 1      | 1      |
| 019   | Polen       | Tomasz Sikora        | 0    | 0      | 1      | 1      |

| Platz | Land        | Athletin                   | Gold | Silber | Bronze | Gesamt |
| ----- | ----------- | -------------------------- | ---- | ------ | ------ | ------ |
| 01    | Schweden    | Magdalena Wallin           | 2    | 0      | 1      | 3      |
| 02    | Russland    | Olga Romasko               | 1    | 1      | 2      | 1      |
| 03    | Norwegen    | Liv Grete Skjelbreid       | 1    | 1      | 0      | 2      |
| 03    | Norwegen    | Ann-Elen Skjelbreid        | 1    | 1      | 0      | 2      |
| 03    | Norwegen    | Gunn Margit Andreassen     | 1    | 1      | 0      | 2      |
| 03    | Norwegen    | Annette Sikveland          | 1    | 1      | 0      | 2      |
| 07    | Deutschland | Uschi Disl                 | 1    | 0      | 0      | 1      |
| 07    | Deutschland | Simone Greiner-Petter-Memm | 1    | 0      | 0      | 1      |
| 07    | Deutschland | Katrin Apel                | 1    | 0      | 0      | 1      |
| 07    | Deutschland | Petra Behle                | 1    | 0      | 0      | 1      |
| 011   | Ukraine     | Alena Subrylawa            | 0    | 3      | 1      | 4      |
| 012   | Russland    | Olga Melnik                | 0    | 1      | 1      | 2      |
| 012   | Russland    | Nadeschda Talanowa         | 0    | 1      | 1      | 2      |
| 014   | Russland    | Anna Wolkowa               | 0    | 1      | 0      | 1      |
| 015   | Bulgarien   | Ekaterina Dafowska         | 0    | 0      | 1      | 1      |
| 015   | Ukraine     | Walentyna Zerbe            | 0    | 0      | 1      | 1      |
| 015   | Ukraine     | Tetjana Wodopjanowa        | 0    | 0      | 1      | 1      |
| 015   | Ukraine     | Olena Petrowa              | 0    | 0      | 1      | 1      |
| 015   | Russland    | Galina Kuklewa             | 0    | 0      | 1      | 1      |